# Nomada harimensis
Nomada harimensis är en biart som beskrevs av Cockerell 1914. Nomada harimensis ingår i släktet gökbin, och familjen långtungebin. Inga underarter finns listade i Catalogue of Life.